# Neoarcturus nordenstami
Neoarcturus nordenstami is een pissebed uit de familie Holidoteidae. De wetenschappelijke naam van de soort is voor het eerst geldig gepubliceerd in 1984 door Kensley.